# Dipartimento di Graneros
Graneros è un dipartimento collocato nel sudest della provincia argentina di Tucumán, con capitale Graneros.
Confina a nord con il dipartimento di Simoca, a est con la provincia di Santiago del Estero, a sud con la provincia di Catamarca e a ovest con i dipartimenti di La Cocha e Juan Bautista Alberdi.
Secondo il censimento del 2001, su un territorio di 1.678 km², la popolazione ammontava a 13.063 abitanti.
I municipi del dipartimento sono:
- Graneros
- Lamadrid
- Taco Ralo